# إعصار روانو
اعصار روانو في يوم السبت 21 مايو 2016 لقي 23 شخصا على الأقل مصرعهم وتم إجلاء نحو 500 ألف آخرين، جراء الإعصار «روانو» الذي ضرب سواحل بنغلاديش وفق ما أعلنت عنه السلطات الرسمية.

## تاريخ الأرصاد الجوية

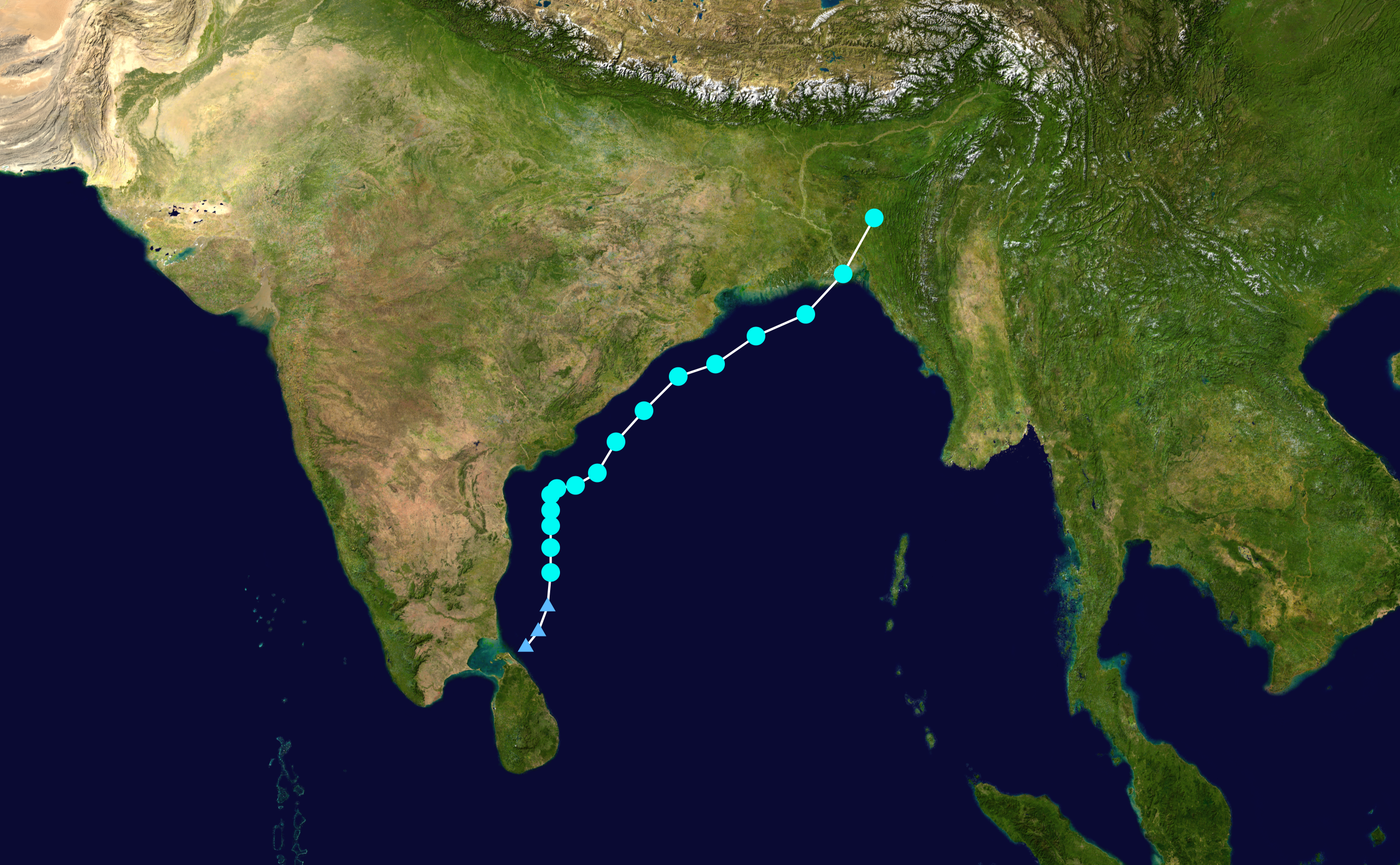
مسار إعصار روانو

### سريلانكا

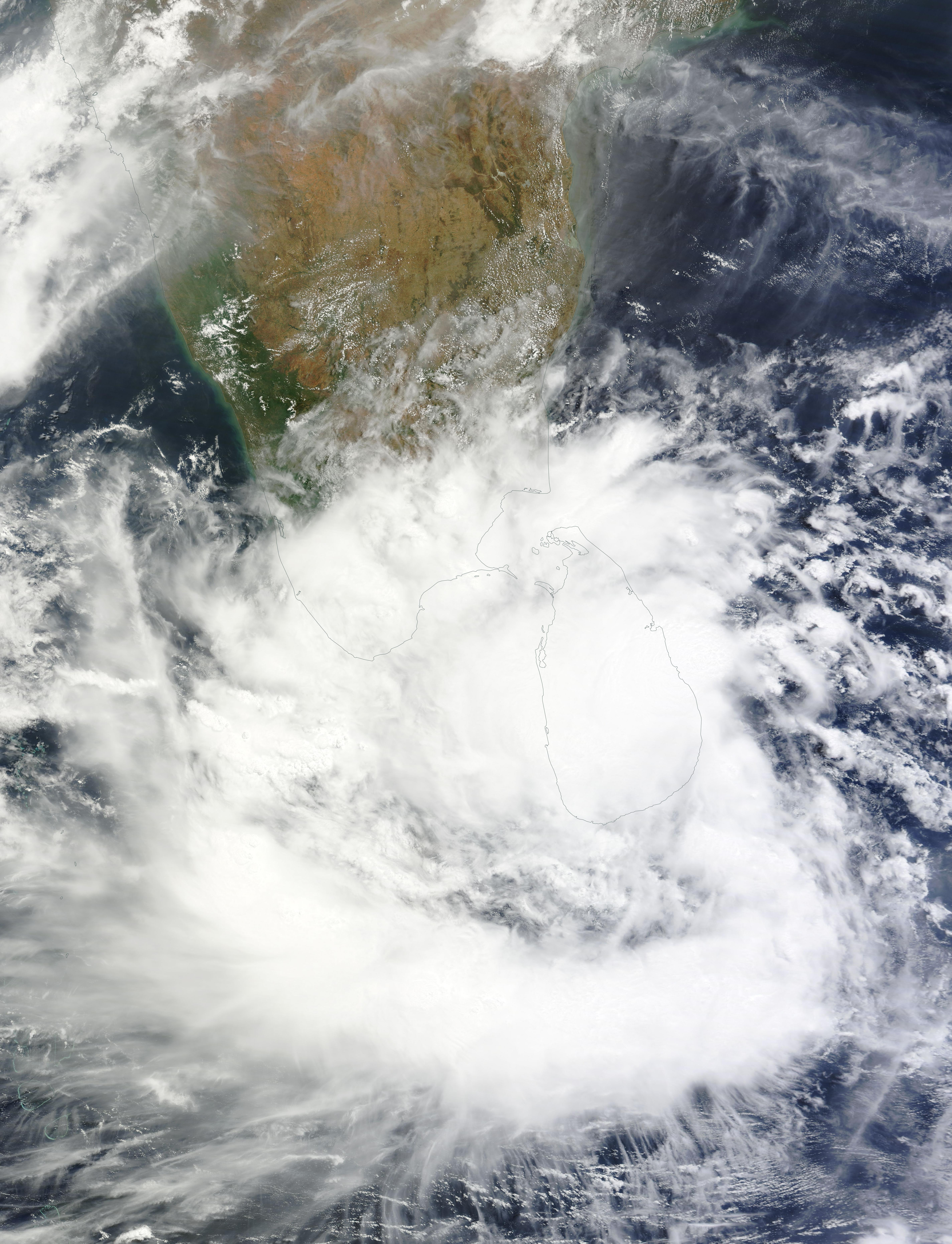
إعصار روانو 15 مايو 2016 في سيريلانكا

### الهند

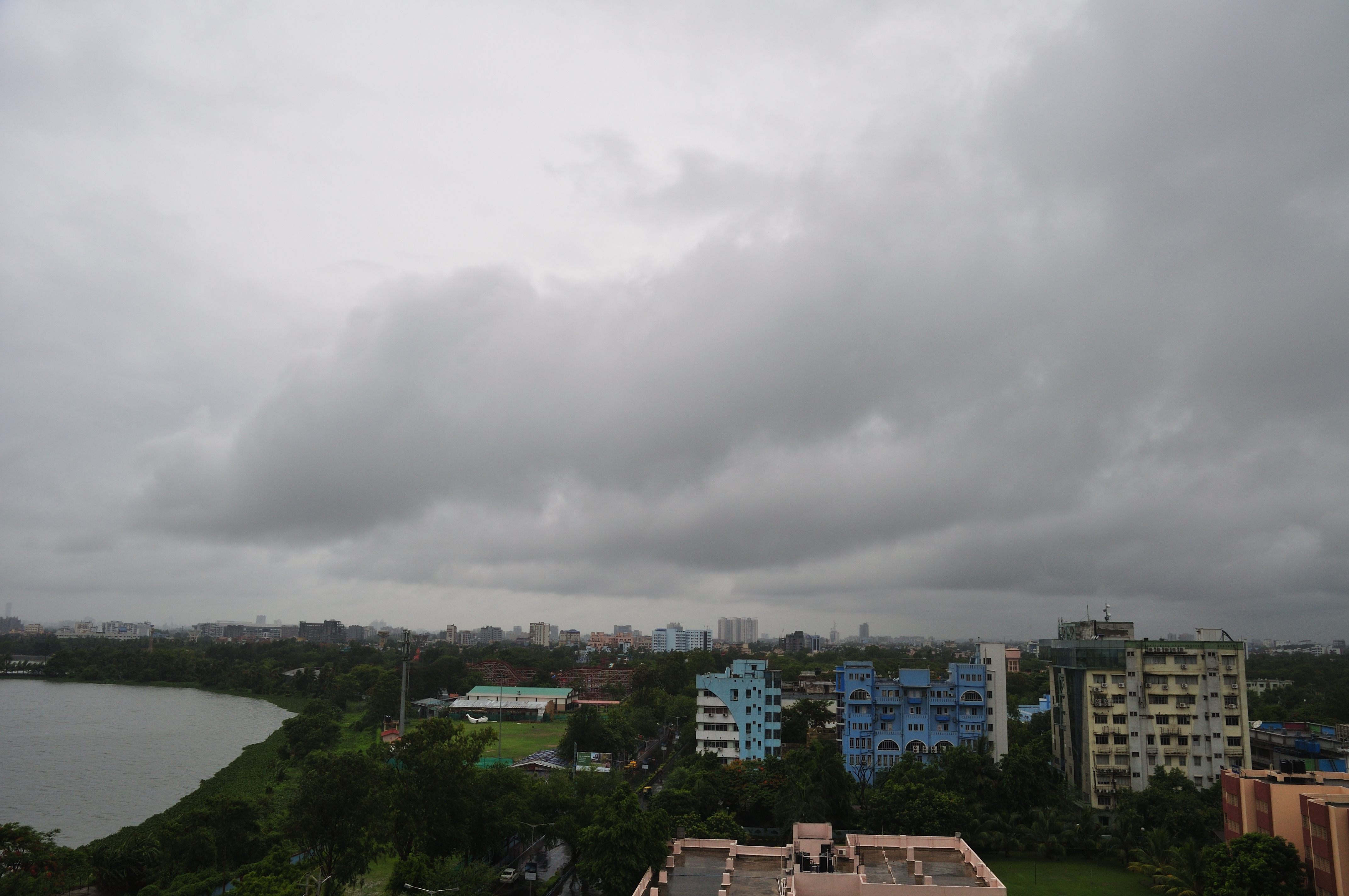
إعصار روانو في مدينة كلكتا في الهند

### بنغلاديش

إعصار روانو في بنغلاديش